# Col du Platzerwasel
Der Col du Platzerwasel ist ein 1193 Meter hoher französischer Gebirgspass in den Vogesen. Er befindet sich in der Region Grand Est im Département Haut-Rhin und führt über die D27 von Sondernach zur Route des Crêtes (Vogesenkammstraße).

## Streckenführung
Als Ausgangspunkt der Nordauffahrt dient Munster. Die ersten acht Kilometer verläuft auf der D10, die mit moderater Steigung von rund 2 % ansteigt. Bei Sondernach erreicht man die D27 und den eigentlichen Anstieg. Hier beginnt die Straße stärker anzusteigen und führt mit rund 8 % auf die Passhöhe. Der Anstieg verläuft ausschließlich in bewaldetem Gebiet und führt über fünf Kehren. Rund zwei Kilometer vor der Passhöhe gibt es die Möglichkeit rechts abzubiegen, um zur Skistation Schnepfenried zu gelangen. Insgesamt weist die Nordauffahrt auf den letzten 7,1 Kilometern eine durchschnittliche Steigung von 8,4 % auf.
Die Südauffahrt ist rund 4,3 Kilometer lang und zweigt von der D430 (Route des Crêtes) ab. Sie verläuft auf einem Plateau und ist meist leicht abschüssig, ehe ein kurzer Anstieg zur Passhöhe führt.

## Tour de France
Die erste Auffahrt der Tour de France auf den Col du Platzerwasel erfolgte im Jahr 1967 auf der 8. Etappe, die von Straßburg auf den Ballon d’Alsace führte. Die Nordauffahrt stellte die vorletzte Bergwertung dar und war als Anstieg der 2. Kategorie klassifiziert. Mit Jesús Aranzabal überquerte ein Spanier die Passhöhe als Erster.
Nach längerer Abstinenz kehrte der Pass im Jahr 2009 ins Programm der Tour de France zurück. Diesmal wurde eine Bergwertung der 1. Kategorie auf der Passhöhe abgenommen, ehe es über die kleineren Steigungen des Col du Bannstein (483 m) und Col du Firstplan (722 m) zur Zielankunft in Colmar ging. Bei Regen überquerte der Franzose Sylvain Chavanel den Col du Platzerwasel vor Heinrich Haussler, ehe sich der Australier in der Abfahrt absetzte und die Etappe gewann. Bei der bislang letzten Überquerung im Jahr 2014 sicherte sich der Spanier Joaquim Rodríguez die meisten Punkte im Kampf um die Bergwertung.
Im Jahr 2022 stand der Col du Platzerwasel auf dem Programm der 7. Etappe der ersten Austragung der Tour de France Femmes. Annemiek van Vleuten setzte sich im Anstieg von Demi Vollering ab, die ihr als einzige Fahrerin am Col du Petit Ballon (1163 m) gefolgt war und gewann die Etappe mit einem Vorsprung von rund dreieinhalb Minuten. Die Niederländerin übernahm das Gelbe Trikot, das sie auf der anschließenden letzten Etappe verteidigte und sich zur ersten Gesamtsiegern krönte.
Bei der Tour de France 2023 war der Col du Platzerwasel der Schlussanstieg der 20. Etappe, ehe diese im 7,5 Kilometer entfernten Le Markstein zu Ende ging.
| Jahr | Etappe     | Bergwertung  | Erster am Gipfel  | Auffahrt |
| ---- | ---------- | ------------ | ----------------- | -------- |
| 1967 | 08. Etappe | 2. Kategorie | Jesús Aranzabal   | Nord     |
| 2009 | 13. Etappe | 1. Kategorie | Sylvain Chavanel  | Nord     |
| 2014 | 10. Etappe | 1. Kategorie | Joaquim Rodríguez | Nord     |
| 2023 | 20. Etappe | 1. Kategorie | Felix Gall        | Nord     |

| Jahr | Etappe     | Bergwertung  | Erster am Gipfel     | Auffahrt |
| ---- | ---------- | ------------ | -------------------- | -------- |
| 2022 | 07. Etappe | 1. Kategorie | Annemiek van Vleuten | Nord     |